# 高焦帕蒂
高焦帕蒂，是匈牙利包尔绍德-奥包乌伊-曾普伦州所辖的一个村。总面积3.26平方公里，总人口19，人口密度5.8人/平方公里（2011年1月1日）。